# Флаг Сасово
Флаг «муниципального образования — городской округ город Са́сово Рязанской области» Российской Федерации.
Флаг муниципального образования — городской округ город Сасово — опознавательно-правовой знак, составленный и употребляемый в соответствии с российскими и международными вексиллологическими (флаговедческими) правилами является официальным символом муниципального образования — городской округ город Сасово, единство его территории, населения, прав органов самоуправления, его достоинства, исторического и административного значения.
Целями учреждения и использования флага являются: создание зримого символа целостности территории города, единства и взаимодействия населяющих его граждан, территориальной и исторической преемственности; воспитание гражданственности, патриотизма, уважения к исторической памяти, национальным, культурным и духовным традициям жителей города.
Флаг утверждён 6 марта 2006 года и внесён в Государственный геральдический регистр Российской Федерации с присвоением регистрационного номера 2249.

## Описание флага
Описание флага утверждённое 6 марта 2006 года решением Сасовской городской Думы № 38:

Флаг города Сасово представляет собой прямоугольное полотнище, разделённое вертикально жёлтым, белым, зелёным полем, горизонтально — красным (червлёным). В красном поле изображена башенная корона. В зелёном поле — две белых узких перевязи, обозначающих железную дорогу. В белом поле — синяя (лазоревая) узкая перевязь, символизирующая реку Цну. В верхнем углу полотнища, у древка на жёлтом поле помещено изображение старинной зелёной княжеской шапки. В центре границы зелёного и белого поля помещена горизонтально связка каната в форме знака бесконечности. Отношение ширины флага к его длине равно 2/3. Жёлтое поле располагается вертикально у древка в соотношении 1/4 к длине флага. Горизонтально сверху расположено красное поле в соотношении 1/3 к ширине флага, белое и зелёное поле — в равном соотношении друг к другу. Старинная княжеская шапка расположена вверху на жёлтом поле на одном уровне с башенной короной, расположенной в красном поле. Высота княжеской шапки и башенной короны составляет 1/5 к ширине флага.
— 
26 августа 2010 года, по рекомендации Геральдического совета при Президенте Российской Федерации, решением Сасовской городской Думы № 82, было утверждено новое описание флага:

Прямоугольное полотнище с отношением ширины к длине 2:3, вдоль древка которого вертикальная полоса жёлтого цвета, шириной 1/5 длины полотнища с изображением вверху старинной зелёной княжеской шапки с чёрной опушкой и жёлтым украшением (городком) с красным самоцветом; на остальной части полотнища воспроизведена композиция герба города в красном, белом, зелёном, синем и жёлтом цветах.
— 

## Обоснование символики
Символика флага воспроизводит символику герба муниципального образования — городской округ город Сасово.
До 1923 года земли нынешнего города Сасово входили в Елатомский уезд Тамбовской губернии. Затем уезд был присоединён к Рязанской губернии, а в 1925 году в её составе был образован самостоятельный Сасовский уезд с центром в селе Сасово. Основным торговым и транспортным путём здесь издревле являлась река Цна. По ней же в незапамятные времена происходило заселение этих земель славянами-вятичами. Символическое изображение реки помещено в белом поле флага в виде синей узкой перевязи.
В конце XIX века через Сасовские земли прошла Московско-Казанская железная дорога, которая стала новой торговой и транспортной артерией. Благодаря ей оживилось экономическое развитие всего региона, в селе Сасово было создано крупное железнодорожное депо, что послужило в дальнейшем его превращению в промышленный город. Стальная магистраль символики изображена в зелёном поле флага в виде двух узких белых перевязей. Синяя и две белые перевязи соединяются в основании флага в форме латинской буквы «V», являющейся первоначальной буквой «viktori» (победа). Соединение символических изображений водного и стального транспортных путей в основании флага можно трактовать как знак их основополагающего значения и преемственности в развитии Сасовского региона.
В старину село Сасово славилось своим верёвочно- и канатопрядильным производством. За изделиями сасовских мастеров на ежегодные ярмарки съезжались купцы со всей центральной России. Шли сасовские канаты и верёвки и за пределы страны. Ими оснащались парусные суда. В конце XVIII века это дало Екатерине II основание оснастить золотыми «сасовскими» верёвками серебряный парус в гербе уездного города Елатьмы, который, таким образом, присвоил себе часть славы сасовских умельцев. В современном гербе и флаге города Сасово помещено изображение связки золотого каната в форме знака бесконечности, перехваченной посредине золотой верёвкой, в напоминание того, с чего пошла слава, и началось промышленное развитие города.
Герб Сасово имеет червлёную (красную) «главу», в которой помещено изображение серебряной башенной короны о трёх зубцах, что на флаге отображено белой башенной короной на красном поле. Такими коронами с середины XIX века украшались гербы уездных городов. Корона помещалась над щитом, поэтому село Сасово после обретения в 1926 году статуса уездного города, могло, согласно российской геральдической традиции, получить герб с серебряной городской короной. Но в советское время этого не случилось, а в настоящее время Сасово является не уездным городом, а муниципальным образованием. Поэтому корона изображена прямо в гербовом щите. По её обручу помещены три золотые монеты («безанты»), говорящие о том, что в селе Сасово исстари вёлся богатый торг, благодаря которому оно росло и развивалось. Червлёный (красный) фон напоминает о том, что через два года после того, как Сасово обрело статус города, в мае 1928 года почти половина его была уничтожена огромным пожаром, и многое пришлось отстроить заново. Отсвет этого огня говорит о горе и славе жителей, переживших это несчастье и построивших современный город.